# 斯特凡·胡拉 (1986年)
小斯特凡·胡拉（波蘭語：Stefan Hula Jr.，1986年9月29日—），波兰男子跳台滑雪运动员。他曾代表波兰参加2006年、2010年、2018年和2022年冬季奥林匹克运动会跳台滑雪比赛，其中2018年奥运会获得一枚铜牌。

## 家庭
父亲老斯特凡·胡拉。